# Isaline Sager-Weider
Isaline Sager-Weider, född 5 maj, 1988 i Colmar, Frankrike, är en volleybollspelare (center). Hon har spelat för ASPTT Mulhouse (2007–2013), Vandœuvre Nancy Volley-Ball (2013–2018), SF Paris Saint-Cloud (2018–2020), RC Cannes (2020–2021), Terville Florange Olympique Club (2021–2022) och Volley-Ball Nantes (2022–) samt för Frankrikes landslag.